# Leszek Miller
Leszek Cezary Miller (n. 3 iulie 1946, Żyrardów) a fost prim-ministrul Poloniei între septembrie 2001 și 2 mai 2004. Miller și-a dat demisia în 2 mai, a doua zi după ce Polonia a aderat la Uniunea Europeană, și a fost înlocuit de Marek Belka. Din 2004, Miller rămâne membru al Parlamentului Polonez.